# ArcGIS

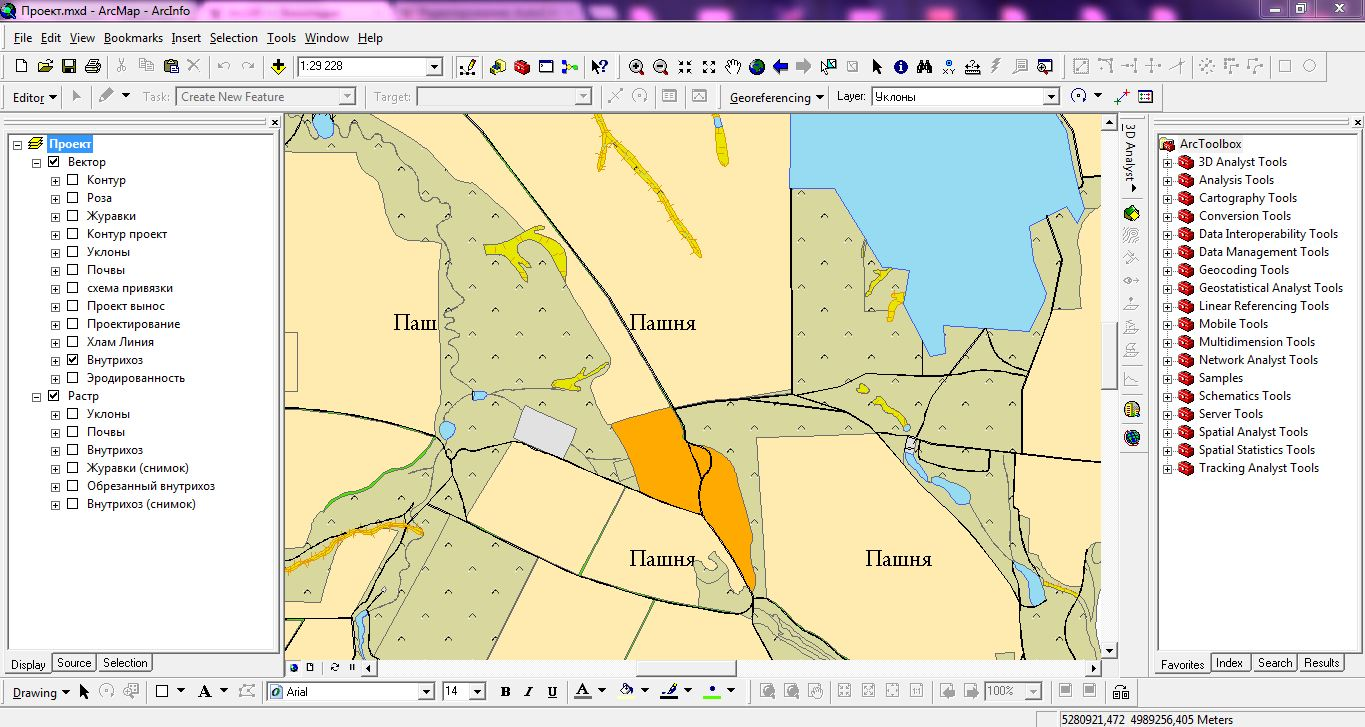
Интерфейс программы ArcGis 9.3.1

ArcGIS — комплекс геоинформационных программных продуктов американской компании ESRI. Применяются для земельных кадастров, в задачах землеустройства, учёта объектов недвижимости, систем инженерных коммуникаций, геодезии и недропользования и других областях.

## Продукты
Семейство продуктов под маркой ArcGIS подразделяется на настольные и серверные.
Основные продукты настольной линейки — ArcView, ArcEditor, ArcInfo, — каждый последующий включает функциональные возможности предыдущего. Кроме того, в настольную линейку входит бесплатные программы ArcReader (для просмотра данных, опубликованных средствами ArcGIS) и ArcGIS Explorer (облегчённый настольный клиент для ArcGIS Server).
Основной серверный продукт — ArcGIS for Server, предназначен для многопользовательских геоинформационных проектов с централизованным хранилищем и неограниченным числом рабочих мест, публикации интерактивных карт в Интернете. Для публикации больших объёмов растровых данных выпускается продукт Image Server, для хранения пространственных данных в СУБД и интеграции с другими информационными системами предназначен продукт ArcSDE.
Кроме того, отдельными продуктами являются инструменты для разработчиков (ArcGIS Engine и ArcGIS Runtime).
Поставляется также как отдельный программный продукт ArcPad — геоинформационная система для карманных портативных компьютеров.
Дополнительно поставляются многочисленные модули для продуктов ArcGIS, расширяющие функциональные возможности продуктов, модули расширения разрабатываются как ESRI, так и различными независимыми разработчиками.